# Kap Cornely
Das Kap Cornely ist ein felsiges Kap an der Scott-Küste des ostantarktischen Viktorialands. Es liegt 5 km nördlich des Kap Day an der Südflanke der Mündung des Mawson-Gletschers in Form der Nordenskjöld-Eiszunge ins Rossmeer.
Der United States Geological Survey kartierte das Kap anhand eigener Vermessungen und Luftaufnahmen der United States Navy aus den Jahren von 1957 bis 1961. Das Advisory Committee on Antarctic Names benannte es 1965 nach Joseph Robert Thomas Cornely (1927–1989), Funker der Überwinterungsmannschaften auf der Station Little America V (1958), auf der Amundsen-Scott-Südpolstation (1961) und auf der McMurdo-Station (1963).